# Julia Stereo
Julia Stereo – polski przenośny odbiornik radiowy produkowany przez Unitrę Eltra od 1979 do 1991 roku.
Najważniejszą cechą tego odbiornika był „światowy zakres” – umożliwiał odbiór:
- AM – fal długich, średnich i 7 zakresów fal krótkich z podwójną przemianą częstotliwości,
- FM – fal ultrakrótkich w zakresie OIRT i CCIR[a]

Odbiornik był wyposażony w dekoder sygnału stereofonicznego (UL 1611N), ale tylko jeden głośnik. Odbiór stereo był możliwy na dwóch dołączonych głośnikach (kolumnach) zewnętrznych lub poprzez słuchawki stereofoniczne. Możliwy był także odbiór audycji stereo przy użyciu tylko jednego głośnika zewnętrznego. Wówczas głośnik wewnętrzny służył do osłuchu kanału lewego, zaś zewnętrzny do odsłuchu kanału prawego. Ponadto posiadał potencjometr siły dźwięku, balansu i oddzielną regulację tonów niskich i wysokich oraz duże i wygodne pokrętło strojenia. Moc wyjściowa wewnętrznego wzmacniacza mocy (2 × UL 1481P) wynosiła: przy zasilaniu bateryjnym i głośniku wewnętrznym - 1,5 W; przy zasilaniu sieciowym i głośniku wewnętrznym - 3 W; przy zasilaniu sieciowym i kolumnach 4 Ω - 2x5 W. Odbiornik posiadał ponadto konstrukcję częściowo modułową – stereodekoder, wzmacniacz mocy, zasilacz.
Obudowa wykonana z tworzywa sztucznego w kolorze czarnym, rzadziej w kolorach czarno-srebrny (srebrna kratka głośnika, boki obudowy i tył) oraz bardzo sporadycznie spotykana wersja całkowicie srebrna.
Dodatkowo odbiornik był wyposażony w:
- gniazdo wyjściowe audio (DIN),
- gniazdo magnetofonowe (DIN) (zapis),
- dwa gniazda głośnikowe (4 Ω),
- gniazdo słuchawkowe z przodu obudowy (400 Ω),
- zasilanie sieciowe, bateryjne (8 baterii R20) lub z zewnętrznego akumulatora 10–16 V,
- możliwość podłączenia zewnętrznej anteny FM (300 Ω),
- wskaźnik poziomu sygnału i poziomu napięcia baterii,
- wskaźnik programu UKF,
- układ ARC,
- programator 5 stacji UKF,
- oświetlenie skali (w przypadku zasilania bateryjnego załączane „na życzenie” przyciskiem),
- siedem małych strzałeczek umieszczonych na prowadnicy, przesuwanych w górę lub w dół pełniących rolę „znaczników” dla odbieranych stacji.

Schemat OR Julia-Stereo zamieszczono w Radioelektroniku nr 5/1980 str. 115.

## Wersja eksportowa
W wersji eksportowej odbiornik nosił nazwę Tramp WE 100, wyposażony był tylko w zakres UKF standardu CCIR (87,5–108 MHz) i był monofoniczny.
W odróżnieniu od wersji eksportowej odbiornika (Tramp WE 100) w JULII stereo mimo braku przełącznika sygnału można było odtwarzać sygnał z wewnętrznego wzmacniacza mocy do odtwarzania dźwięku z zewnętrznych źródeł (np. magnetofonu czy gramofonu). W miejscu, gdzie Tramp WE 100 posiadał ten przełącznik (chociaż był monofoniczny), JULIA stereo posiadała przełącznik zakresów UKF OIRT i CCIR. W Julii Stereo funkcję sterowania sygnałem m.cz. spełniały klawisze S i D (średnie i długie fale). Po wciśnięciu obu tych przycisków wzmacniacz pracował ze źródeł zewnętrznych. Był to jeden z niewielu przypadków, gdzie wersja krajowa była bardziej rozbudowana od wersji eksportowej.